# Antonius Josephus Joannes Henricus Verheyen
Antonius Josephus Joannes Henricus Verheyen (Boxmeer, 18 juli 1774 - Den Haag, 3 december 1833) was een Nederlands politicus.  
Verheyen was een bestuurder uit Boxmeer, die in Noord-Brabant op provinciaal en districtsniveau functies bekleedde. 
Ten tijde van het Koninkrijk Holland onder Lodewijk Napoleon was hij lid van het departementaal bestuur van het departement Brabant van 17 oktober 1805 tot 1 juni 1807, en van 1 juni 1809 tot 12 juli 1810 was hij secretaris van diens Kabinet en van de Staatsraad. 
Na de inlijving door het keizerrijk Frankrijk was hij secretaris van Charles Lebrun, de hoogste Franse gezagsdrager tijdens de inlijving, en lid van de algemene raad, van het departement van de Monden van de Rijn, van maart 1811 tot november 1813.  
Onder Willem I was hij in 1814 lid van de Vergadering van Notabelen die moest beslissen over de ontwerp-Grondwet van 1814; hij was een van de tegenstemmers. Hij was in 1815 buitengewoon lid van de dubbele Staten-Generaal der Verenigde Nederlanden (8 - 19 augustus 1815) die moest beslissen over de Grondwet van 1815. en vanaf 1815 een soms kritisch lid van de Tweede Kamer was. Hij verloor in 1829 zijn Kamerzetel, maar werd in 1832 opnieuw gekozen. Hij stierf in 1833. 
- Biografisch Portaal: 13736372
- Parlement.com: vg09llsq0hx1